# Keiji Matsumoto
Keiji Matsumoto (japanisch 松本 恵二 Matsumoto Keiji; * 26. Dezember 1949 in der Präfektur Kyōto; † 17. Mai 2015 ebenda) war ein japanischer Automobilrennfahrer.

## Karriere im Motorsport
Matsumoto, der seine Karriere im Motorsport 1977 begann, war sowohl als Monoposto-Rennfahrer als auch Sportwagenpilot aktiv. Im Monoposto erzielte er seine größten Erfolge in der japanischen Formel-2-Meisterschaft, deren Gesamtwertung er 1979 gewann und 1985 als Gesamtzweiter und 1986 als Gesamtvierter beendete. Auch in der Nachfolgeserie, der japanischen Formel-3000-Meisterschaft war er erfolgreich. 1987 und 1990 wurde er jeweils Vierter in der Endwertung.
Im Sportwagen fuhr er viele Jahre in der All Japan Sports Prototype Championship. Insgesamt siegte er bei neun Sportwagenrennen in seinem Heimatland. Unter anderen blieb er bei den Sportwagen-Weltmeisterschaftsläufen in Fuji 1983 und 1989 siegreich. Zweimal war der Japaner als Werksfahrer von Nissan Motorsport beim 24-Stunden-Rennen von Le Mans am Start. Beide Male, 1986 und 1987 fiel er wegen technischer Defekte aus.
Matsumoto überlebte in Fuji zwei schwere Unfälle beinahe unverletzt. 1983 verlor er beim 200-Meilen-Rennen von Fuji auf regennasser Fahrbahn in der Panasonic-Kurve vor Start-und-Ziel die Herrschaft über seinen MCS 4. Der Wagen drehte sich Richtung Leitschiene, überschlug sich dann mehrmals und flog über diese in einen angrenzenden Wald. Matsumoto kam mit dem Schrecken und Prellungen davon.
Schon zwei Jahre zuvor hatte er auf derselben Rennstrecke wenige hundert Meter weiter großes Glück gehabt. Beim 250-km-Rennen von Fuji brach knapp nach der Boxenanlage am MCS 2 hinten die Aufhängung. Der offene Spyder bekam sich drehend an der Streckenbegrenzung Unterluft, hob ab, überschlug sich zweimal und blieb mit den Rädern nach oben in der Auslaufzone liegen. Bis heute bleibt es rätselhaft wie der mit dem Kopf weit aus dem Wagen ragende Fahrer nur wenige Sekunden nach dem Unfall völlig unverletzt dem Wrack entsteigen konnte.
Nach seiner Teilnahme am Suzuka Million Card Cup am 15. November 1992 trat er vom Rennsport zurück.

## Statistik

### Le-Mans-Ergebnisse
| Jahr | Team              | Fahrzeug    | Teamkollege     | Teamkollege       | Platzierung | Ausfallgrund    |
| ---- | ----------------- | ----------- | --------------- | ----------------- | ----------- | --------------- |
| 1986 | Nissan Motorsport | Nissan R86V | Aguri Suzuki    | Kazuyoshi Hoshino | Ausfall     | Getriebeschaden |
| 1987 | Nissan Motorsport | Nissan R87E | Kenji Takahashi | Kazuyoshi Hoshino | Ausfall     | Motorschaden    |